# Miss Belgique 1997
Miss Belgique 1997, 66e élection de Miss Belgique, s'est déroulée le 17 mai 1997 à Forest National.
La gagnante, Sandrine Corman, succède à Laurence Borremans, Miss Belgique 1996. Elle est la plus jeune lauréate dans l'histoire de Miss Belgique.
Contrairement à la tradition, Laurence Borremans n'était pas présente lors du couronnement de son successeur, Sandrine Corman puisqu'elle concourrait à l'élection de Miss Univers 1997 au Mexique.

## Classement final
| Titre              | Candidates                             |
| ------------------ | -------------------------------------- |
| Miss Belgique 1997 | - Liège - Sandrine Corman              |
| 1re dauphine       | - Brabant flamand - Wendy De Vos       |
| 2e dauphine        | - Flandre occidentale - Sophie Dewitte |
| 3e dauphine        | - Bruxelles - Sandrine Dans            |

## Candidates
| Nom                      | Âge    | Taille |
| ------------------------ | ------ | ------ |
| Stéphanie Calassi        | 18 ans | 1,68 m |
| Anneloor Van den Bossche | 19 ans | 1,77 m |
| Isabelle Hyat            | 23 ans | 1,74 m |
| Wendy de Vos             | 22 ans | 1,72 m |
| Isabelle Vandekerkhove   | 18 ans | 1,70 m |
| Sandrine Corman          | 17 ans | 1,74 m |
| Marina Withofs           | 21 ans | 1,71 m |
| Sandrine Durant          | 19 ans | 1,70 m |
| Sofie Dewitte            | 18 ans | 1,76 m |
| Aurore Culot             | 21 ans | 1,75 m |
| Daphné Vleeracker        | 17 ans | 1,70 m |
| Sandrine Dans            | 20 ans | 1,76 m |
| Sabrina Zegers           | 19 ans | 1,76 m |
| Caroline Mathurin        | 22 ans | 1,73 m |
| Saartje Vandendriessche  | 22 ans | 1,73 m |
| Fabienne Lorent          | 22 ans | 1,75 m |
| Julie Proesmans          | 18 ans | 1,72 m |
| Stéphanie Moulard        | 19 ans | 1,74 m |
| Isabel De Smet           | 21 ans | 1,73 m |

## Observations

### Représentations aux concours internationaux
- Sandrine Corman, Miss Liège et Miss Belgique, a représenté la Belgique aux concours Miss Monde 1997 et Miss Univers 1998 mais ne décroche aucune place en demi-finale.